# Grady O'Malley
Vincent Grady O'Malley (Boston, 25 aprile 1948) è un ex cestista statunitense, professionista nella NBA.

## Carriera
Venne selezionato dagli Atlanta Hawks al diciannovesimo giro del Draft NBA 1969 (214ª scelta assoluta).